# Ptychoptera delmastroi
Ptychoptera delmastroi är en tvåvingeart som beskrevs av Peter Zwick och Jaroslav Stary 2002. Ptychoptera delmastroi ingår i släktet Ptychoptera och familjen glansmyggor.
Artens utbredningsområde är Italien. Inga underarter finns listade i Catalogue of Life.